# Alferde
Alferde é uma freguesia da cidade Springe na Baixa Saxónia, Alemanha, com cerca de 500 habitantes.
Alferde é uma aldeia muito antiga, já foi mencionado no ano 972 pela primeira vez.
Na tarde do dia 6 de Abril de 1945 Alferde foi libertado do Nazismo pelo exercito americano.
A aldeia está localizada bem no centro do triângulo Hameln-Hanôver-Hildesheim, com, entre outras, três saídas (Alferde-West, Alferde-Nord e Alferde-Ost) da estrada provincial 461 . De transportes públicos chega-se ao Alferde facilmente através do ônibus 385 (tempo de viagem da capital do estado, Hanôver, por via da S-Bahn S5 só por volta de uma hora. Literalmente o mesmo tempo da viagem com o carro por causa dos engarrafamentos na cidade e do rigoroso regulamento de trânsito que está aplicado na Alemanha) e da linha 310.